# Lycus arizonensis
Lycus arizonensis es una especie de escarabajo de alas de red perteneciente a la familia Lycidae. Lycus arizonensis es parte del género Lycus y de la familia de los escarabajos de alas rojas. Ninguna subespecie figura en el Catalogue of Life. Recibe su nombre del estado estadounidense de Arizona especialmente en la zona de los cañones del sureste de Arizona, de lugares en o cerca de la Sierra de Chiricahua. Por lo general, habitan en plantas con flores, por ejemplo, trébol blanco dulce, Melilotus albus, densamente agrupadas en las inflorescencias.

## Hábitos
L. arizonensis coexiste con una segunda lícida en sus agregaciones, una parecida con élitros de punta negra, L. fernandezi, que potencialmente podría servir en una capacidad mülleriana en relación con L. arizonensis en los agregados. también se agrega con L. loripes y L. simulans.
L. arizonensis es uno de los escarabajos son capaces de mimetismo batesiano con sus colores como señal para otros insectos y predadores de que son desagradables y venenosos, una adaptación conocida como aposematismo. Una amplia variedad de insectos, tanto venenosos como inofensivos, imitan a los escarabjos de alas rojas.